# Blohm & Voss P 188
Die Blohm und Voss P 188 war ein von Blohm und Voss projektierter deutscher Bomber mit Strahlantrieb im Zweiten Weltkrieg.

## Geplante Baureihen
- P 188-01: Vier Turbojets in separaten Gondeln unter den Flügeln. Das Heckteil war von herkömmlicher Art und die projizierte Geschwindigkeit war so hoch, dass keine Verteidigungsbewaffnung vorgesehen war.
- P 188-02: Wie P 188-01, jedoch mit zwei Seitenleitwerken, um Platz für eine Heckanlage mit zwei MG-131-Maschinengewehren zu schaffen. Das Cockpit wurde ebenfalls erhöht, um zwei 20-mm-MG-151-Kanonen in einem Nasenturm aufzunehmen. Zwei weitere MG 151 wurden unter dem hinteren Rumpf installiert.
- P 188-03: Die äußeren Motoren wurden neben die inneren verlegt, wodurch auf jeder Seite eine einzelne gepaarte Installation entstand. Dadurch sollte der Luftwiderstand verringert und die Geschwindigkeit erhöht werden. Es war keine Abwehrbewaffnung vorgesehen.
- P 188-04: Die Langstreckenvariante mit einem neu gestalteten Nasenabschnitt, um einen schlankeren Rumpf zu ermöglichen. Zusätzliche Kraftstofftanks aus Stahl im Rumpf und in den Flügeln erhöhten die projektierte Reichweite. Die Bombenlast sollte extern unter dem Rumpf mitgeführt werden. Die Verteidigungsbewaffnung umfasste dorsale und ventrale Barbetten mit zwei Maschinengewehren sowie an Nase und Heck montierte 20-mm-Doppelkanoneninstallationen. Das Doppelleitwerk erhielt eine zusätzliche V-Stellung, um es über dem Triebwerkstrahl zu positionieren.

## Technische Daten (P 188-01)
| Kenngröße             | Daten                         |
| --------------------- | ----------------------------- |
| Besatzung             | 2                             |
| Länge                 | 17,45 m                       |
| Spannweite            | 27,00 m                       |
| Höhe                  | 3,00 m                        |
| Flügelfläche          | 60,0 m²                       |
| Flügelstreckung       | 12,2                          |
| Flächenbelastung      | 397,0 kg/m²                   |
| Leistungsbelastung    | 4,9 kg/kp                     |
| Rüstmasse             | 13.300 kg                     |
| Zuladung              | 10.500 kg                     |
| Startmasse            | 23.800 kg                     |
| Antrieb               | vier Jumo 004C A, je 1.015 kp |
| Höchstgeschwindigkeit | 820 km/h in 6.000 m Höhe      |
| Marschgeschwindigkeit | 705 km/h                      |
| Landegeschwindigkeit  | 172 km/h                      |
| Dienstgipfelhöhe      | 11.700 m                      |
| Reichweite            | 2.270 km                      |
| Startrollstrecke      | 720 m                         |
| Bombenlast            | 2.000 kg                      |